# غازاراوان
غازاراوان (به ارمنی: Ղազարավան) یک روستا در ارمنستان است که در استان آراگاتسوتن واقع شده‌است. غازاراوان در ۷ کیلومتری شمال غرب آشتاراک، مرکز استان آراگاتسوتن واقع شده‌است.

## خصوصیات
غازاراوان ۴۷۷ نفر جمعیت دارد و در ارتفاع ۱۲۰۰ متر بالاتر از سطح دریا قرار گرفته‌است.

## جاذبه‌های تاریخی

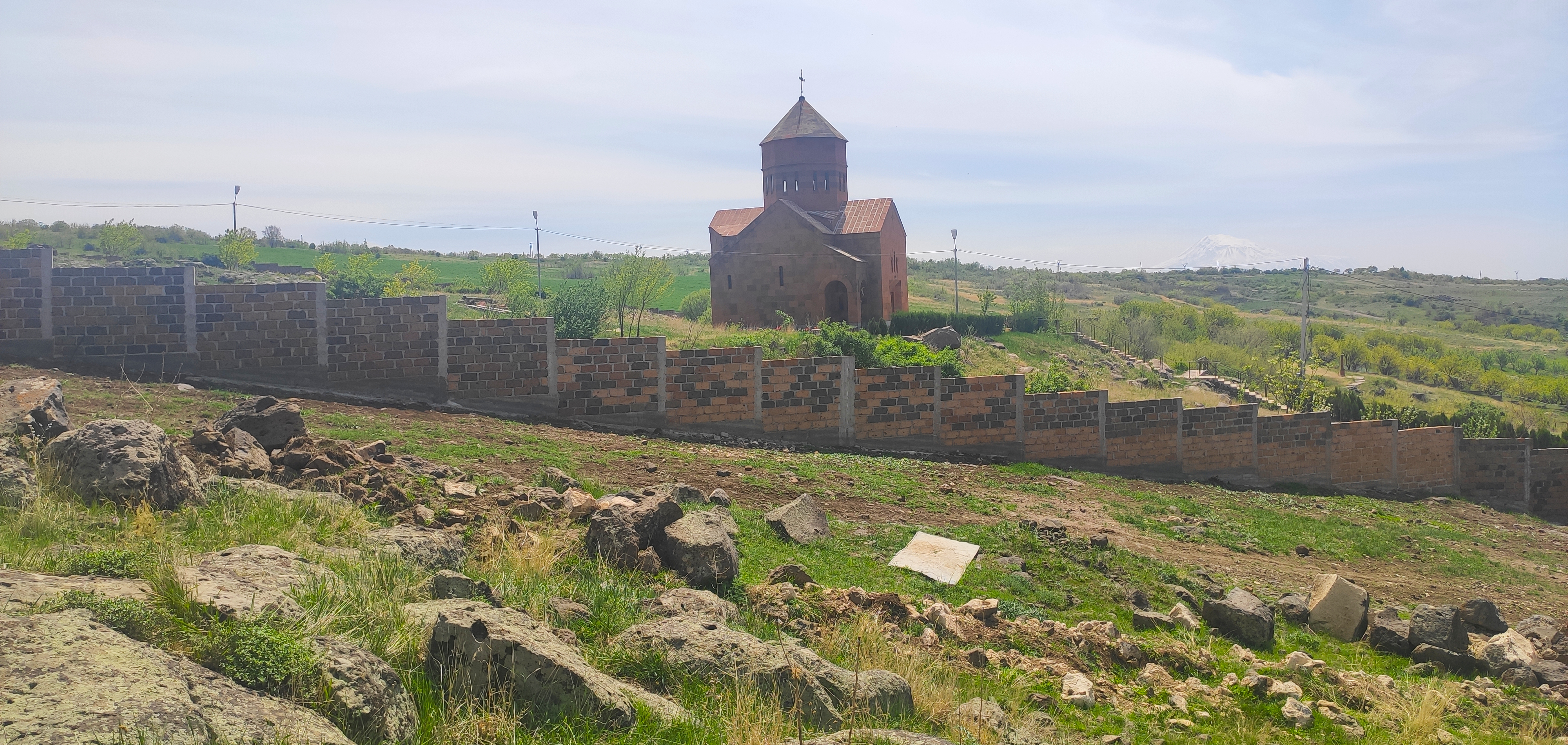